# قاعدگی و فرهنگ

دو زن در حال رقص و عادت ماهانه. هنر سنگی بومیان استرالیا از رودخانه یول بالا، پیلبارا ، استرالیای غربی.

جنبه‌های فرهنگی بسیاری در مورد نحوهٔ نگرش جوامع به قاعدگی وجود دارد. تابوی قاعدگی به هرنوع تابوی اجتماعی مربوط به قاعدگی گفته می‌شود. در برخی جوامع این امر شامل کثیف و یا شرم‌آور دانستن قاعدگی است به طوری که حتی از ذکر قاعدگی چه در ملاء عام (در رسانه‌ها و تبلیغات) و چه در خلوت (در میان دوستان، در خانه یا در حضور مردان) جلوگیری می کند. بسیاری از مذاهب سنتی قاعدگی را نجس و ناپاک می‌دانند، اگرچه انسان‌شناسان می‌گویند که مفاهیم «مقدس» و «نجس» ممکن است ارتباط نزدیکی با هم داشته باشند.
فرهنگ‌های مختلف به قاعدگی با دیدی متفاوت می‌نگرند. اساس بسیاری از هنجارهای رفتاری و ارتباطی در مورد قاعدگی در جوامع صنعتی غربی این باور است که قاعدگی باید پنهان بماند. در مقابل، در برخی از جوامع شکارچی-گردآورنده، دوران قاعدگی با دیدی مثبت و بدون هیچ‌گونه بار معنایی ناپاک و نجس بودن، نگاه می‌شود.

## اسطوره‌شناسی
واژگان menstruation (قاعدگی) و  menses (ماه‌ها) از کلمهٔ لاتین mensis (ماه) مشتق شده‌اند که این به نوبهٔ خود به واژهٔ  یونانی mene (ماه) و نیز ریشه‌های واژگان انگلیسی month (ماه در تقویم) و moon (در آسمان) مربوط می‌شود.
به عقیدهٔ توماس باکلی و آلما گوتلیب مردم‌شناس، مطالعهٔ بین فرهنگی نشان می‌دهد که اگرچه تابوهای مربوط به قاعدگی تقریباً جهانی هستند و بسیاری از این تابوها شامل مفاهیم نجاست و ناپاک بودن (ملزم به آیین طهارت) می‌شوند، ولی سنت‌های متعدد قاعدگی گویای معانی و کاربردی کاملاً متفاوت و حتی در برخی موارد متضاد هستند. به طور مثال در برخی جوامع سنتی زنان مناسک قاعدگی را تجربه‌ای محافظت‌کننده و توانمندساز می‌دانند که به آنها فضایی جدا از نگاه‌های مردانه و فشارها و انتظارات ناخواستهٔ جنسی و خانگی عرضه می‌کند. به عبارت دیگر، از کاربرد و انزوای کومه قاعدگی ممکن است به عنوان ابزاری برای تبعید زن ناپاک و تابو برداشت شود، و یا برعکس به عنوان مکان و زمانی خوشایند و به دور از وظایف معمول روزانه: انزوا در مقابل استراحتگاه.

### مقدس و قدرتمند

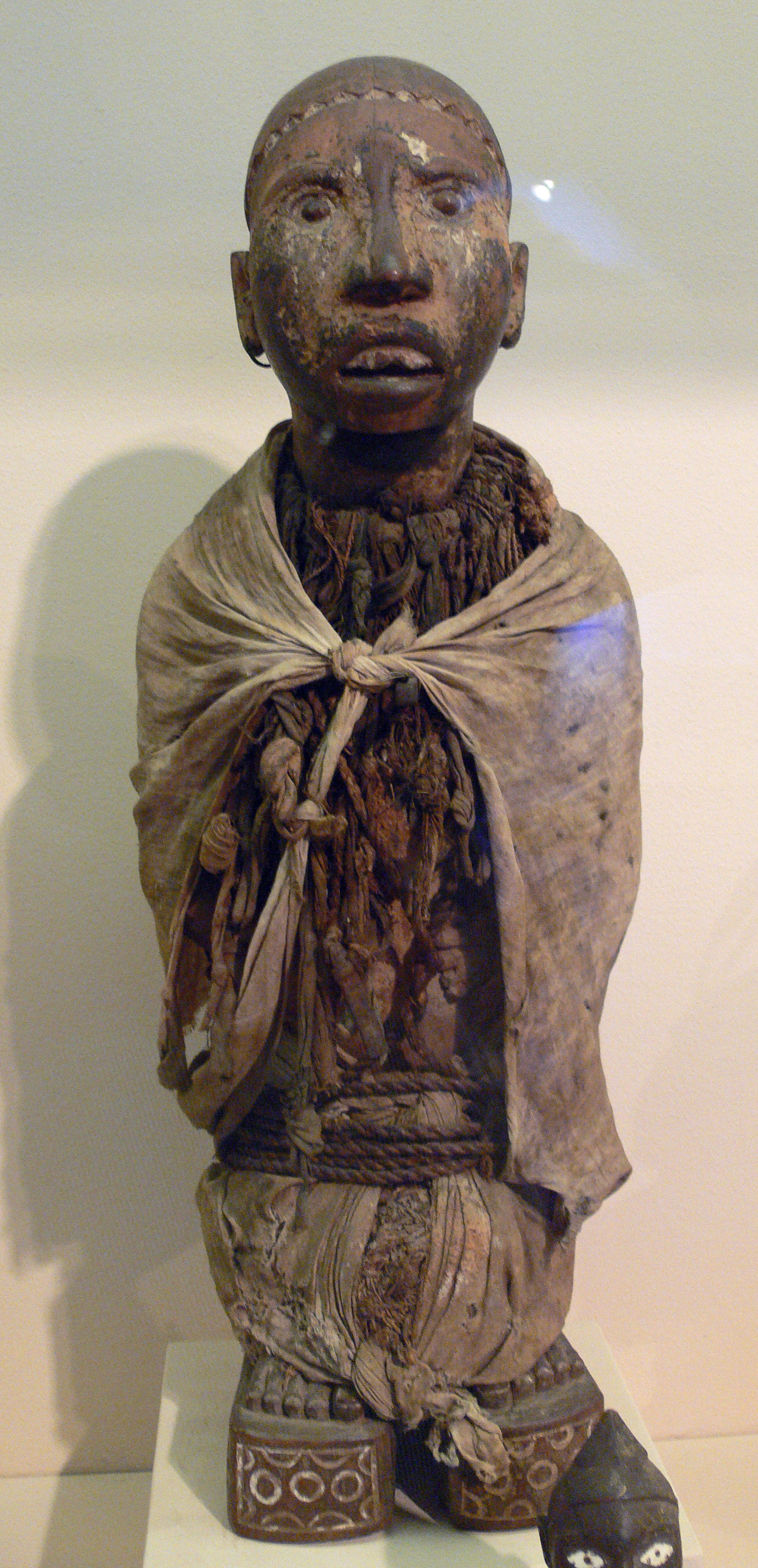
تندیس آنگولا (قوم یُمبه) برای تنظیم قاعدگی.

در برخی از فرهنگ‌های تاریخی، زنی در حال خونریزی ماهیانه مقدس و قدرتمند شمرده می‌شد، با توانایی‌های روانی افزوده و قدرت کافی برای شفای بیماران. به گفتهٔ قوم چروکی، خون قاعدگی منبع قدرت زنانه بود و قدرت نابود کردن دشمنان را داشت. در روم باستان، پلینی بزرگ نوشت که یک زن در حال خونریزی ماهیانه که بدن خود را آشکار می‌کند قادر است تگرگ، گردباد و رعد و برق را بتاراند. اگر برهنه شود و در اطراف زمین زراعی راه رود کرم‌ها و سوسک‌ها از خوشه‌های ذرت خواهند افتاد.  خون قاعدگی به ویژه برای قدرت مردان خطرناک است. در آفریقا از خون قاعدگی در تولید قوی‌ترین طلسم‌های جادویی هم برای پاکسازی و هم از بین بردن استفاده می‌شود. اساطیر مایا منشأ قاعدگی را مجازاتی در نقض قوانین اجتماعی حاکم بر اتحاد زناشویی می‌داند. خون قاعدگی به مارها و حشرات مورد استفاده در جادوی سیاه تبدیل می‌شود، پیش از آنکه الهه ماه مایا از آن دوباره متولد شود.
در جایی که خون زنان مقدس شمرده می شود، اعتقاد بر این است که باید از نظر آیینی جدا شود. بر اساس این منطق تنها هنگامی که خون مقدس با چیزهای ناپسند تماس پیدا می‌کند، در مناسک به عنوان خطرناک و یا «نجس» تجربه می‌شود.
برخی نیز بر این باورند که زنان در حال خونریزی ماهیانه خطرناک هستند.

## اقتصاد و جامعه
تینا کاریزما، نویسنده و منتقد سینما، طی مقاله‌ای در نشریه والتر تاریخچه نمایش موضوعات مرتبط با قاعدگی را اینگونه بیان می‌کند:
«چرخه قاعدگی به‌طور سنتی به‌عنوان نمادی در داستان‌گویی از سن بلوغ و اغلب با حسی از انزجار، ترس یا شرم استفاده می‌شوند. در ظاهر هیچ مشکلی وجود ندارد، اما به مرور زمان، تصویری ناخودآگاه از نحوه تنظیم و درک قاعدگی ایجاد می‌کند. به ندرت قاعدگی را، به‌گونه ای که اکثریت زنان آن را تجربه می‌کنند، به تصویر می‌کشند و معمولاً برای ایجاد جاذبه در بیننده به نوع نادری از مشکلات قاعدگی می‌پردازند.
یکی از کانون‌های مورد بحث فعالان اجتماعی، به چالش کشیدن مالیات‌های بالا بر محصولات قاعدگی، که در مواردی به عنوان مالیات پریود شناخته می‌شود، بوده است.